# Jan Heyens
Johannes (Jan) Heyens of Heijens (Amsterdam, 13 juli 1891 – aldaar, 2 maart 1952) was een Nederlands beeldhouwer en kunstschilder; zijn bijnaam luidde "Schilder met de baard".
Hij was zoon van zerkman Josephus Heyens en Anna de Wit wonende aan de Foeliedwarsstraat. Anna de Wit dreef als weduwe een volkslogement op Oudezijds Voorburgwal 8, in 't Losje: Heyens' vriend Joris Ivens nam daar in 1927 een korte film op (Zeedijk), die niet bewaard is gebleven; tegelijkertijd schilderde Charley Toorop er twee doeken (Volkshuis, Zeedijk en Volkslogement (Figuren tegen de nacht). Hij kwam uit een ongeschoold milieu; bij de geboorteaangifte meldden vader en getuige niet te kunnen schrijven. Hijzelf was van 1916 tot 1919 getrouwd met Anna Veltman en van 1932 tot 1937 met Makke Hendrika Prenzler.
Zijn arbeidzaam leven begon met baantjes als loodgieter, aapjeskoetsier en decoratieschilder. Toen hem verf en penselen worden geschonken, begon hij volkstaferelen te schilderen in de volksbuurten van Amsterdam. Hij pakt een studie op aan de Akademie der bildenden Künste Dresden, Akademie der bildenden Künste München, Académie Paris en Kunstnijverheidsschool Quellinus Amsterdam. De studie aan de Rijksakademie van beeldende kunsten bij Jan Bronner was geen succes. Hij kreeg ruzie met zijn leraar, omdat hij wel eens een harmonica/trekpiano meenam naar de les en weigerde een opdracht van Bronner af te maken. Hij leefde vervolgens een zwervend bestaan in Nederland en Vlaanderen. Hij keerde in 1932 terug naar Nederland. Amsterdam, Mechelen en Antwerpen kwamen terug in zijn schilderwerk. Hij had een voorliefde voor de armere buurten en werd binnen de Joodse bevolking van Amsterdam enigszins onterecht bekend als "Jiddische Jan".   

Zijn werk was vooral te zien via groepstentoonstellingen, zoals de tentoonstelling voor levende Nederlandse kunstenaars in het Stedelijk Museum Amsterdam in 1932. Naar aanleiding van die tentoonstelling kocht de gemeente Amsterdam zijn beeld Moeder en kind (hardsteen) aan om het een  gebouw te laten sieren. Ook leverde hij (minstens) twee stenen beelden voor de  tentoonstelling Kleurenpracht II in het rosarium in het Vondelpark in 1936: Christophorus en een torso. Het Algemeen Handelsblad van 14 oktober 1932 omschreef hem als 
Groot van bouw in het kleine
 In 1939 ondernam hij een studiereis naar Frankrijk; zo werden stadstaferelen uit Parijs en Marseille onderwerp van zijn schilderijen. 
Hij was lid van de Nederlandse Kring van Beeldhouwers en hield atelier op Oudezijds Voorburgwal 67 te Amsterdam, dat hij ook aanhield als expositieruimte (Het Kolkje). Joris Ivens ging daar wel eens op bezoek. Jan Sierhuis was een volgeling van hem.
Na afloop van de Tweede Wereldoorlog werd hij door een boze buurman aangegeven als zijnde heuler met de Nationaal-Socialistische Beweging. Heyens werd opgesloten in een kamp en kwam pas na maanden onderzoek weer op vrije voeten. Een lidmaatschap bij de NSB werd niet gevonden en hij bleek onderdak geboden te hebben aan onderduikers. Hij was echter geknakt en zijn gezondheid leed eronder.  
Hij leed de laatste jaren van zijn leven aan een maagkwaal. Hij kwam al een keer in het Binnengasthuis terecht, maar toen zij daar wilden opereren nam hij de benen. In begin februari 1952 kreeg hij een nieuwe aanval (maagperforatie); hij werd weer naar het Binnengasthuis gebracht, alwaar hij overleed.
Twee beeldhouwwerken zijn terug te vinden in de openbare ruimte in Amsterdam. De oogst is een hoeksteen op het Thérèse Schwartzeplein; een rob aan de Gevlebrug.
- Biografisch Portaal: 36699133
- International Standard Name Identifier: 0000 0003 9366 9936
- Nederlandse Thesaurus van Auteursnamen: 253175437
- RKD-Nederlands Instituut voor Kunstgeschiedenis: 38248
- Virtual International Authority File: 288026973
- WorldCat: E39PBJdx9QhJtjx9wgThmWbyBP